# Jord Corona
Jord Corona est une corona, formation géologique en forme de couronne, située sur la planète Vénus par -58,5° S et 349,5° E. Elle est localisée dans le quadrangle de Mylitta Fluctus. Elle a été nommée en référence à Jord, déesse nordique de la Terre. 

## Géographie et géologie
Jord Corona couvre une surface circulaire d'environ 130 km de diamètre. 